# 1881 en Belgique
Chronologie de la Belgique
- 1877
- 1878
- 1879
- 1880
- 1881
- 1882
- 1883
- 1884
- 1885

Cette page recense des événements qui se sont produits durant l'année 1881 en Belgique.

## Chronologie
- 24 mai : fondation du monastère d’Enghien, en Belgique, par des moniales Colettines[1].

## Culture

### Arts
- 14 août - 16 octobre : ouverture du Salon de Bruxelles de 1881[2].

### Architecture

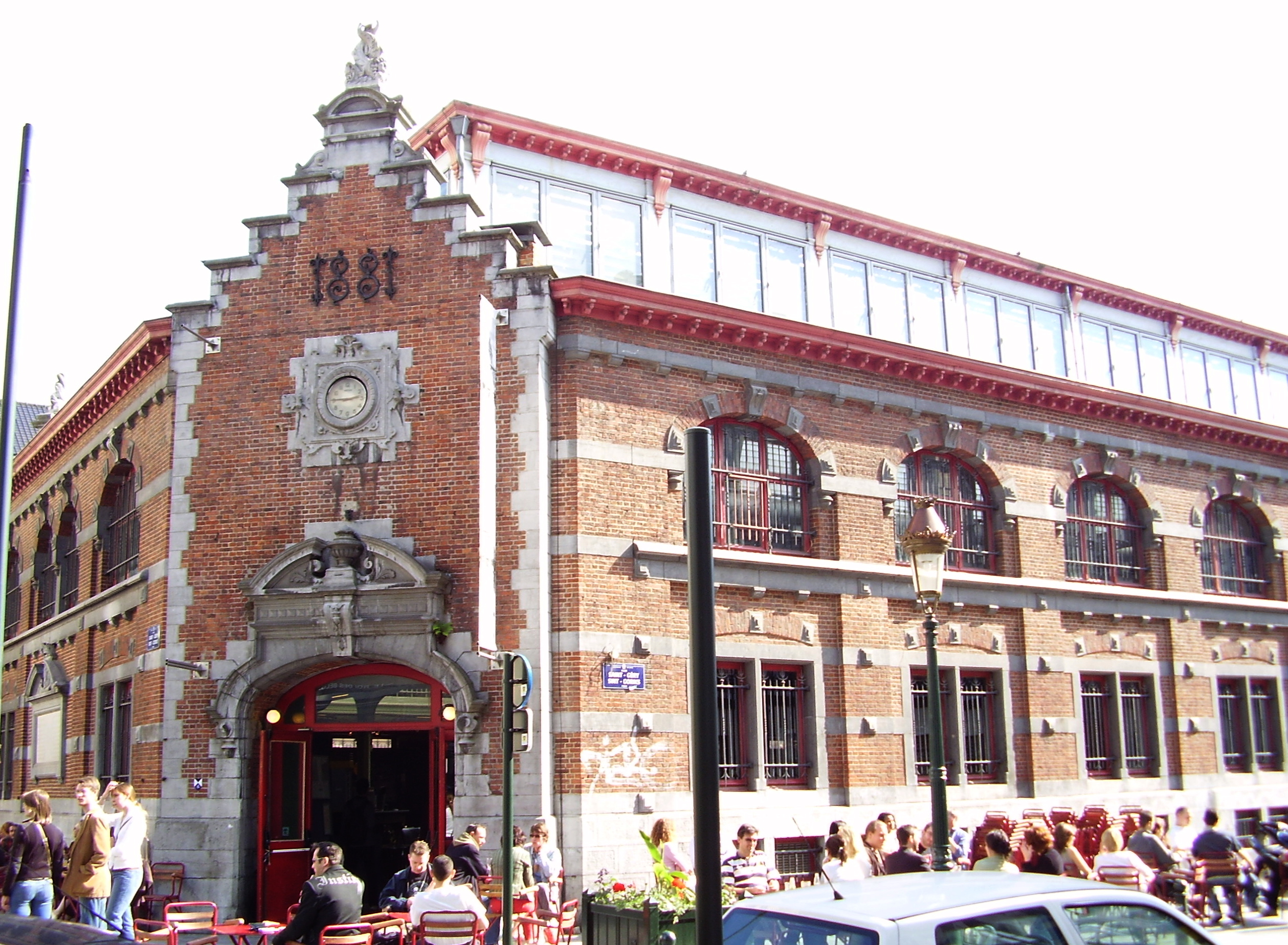
Halles Saint-Géry (style néorenaissance, Adolphe Vanderheggen)
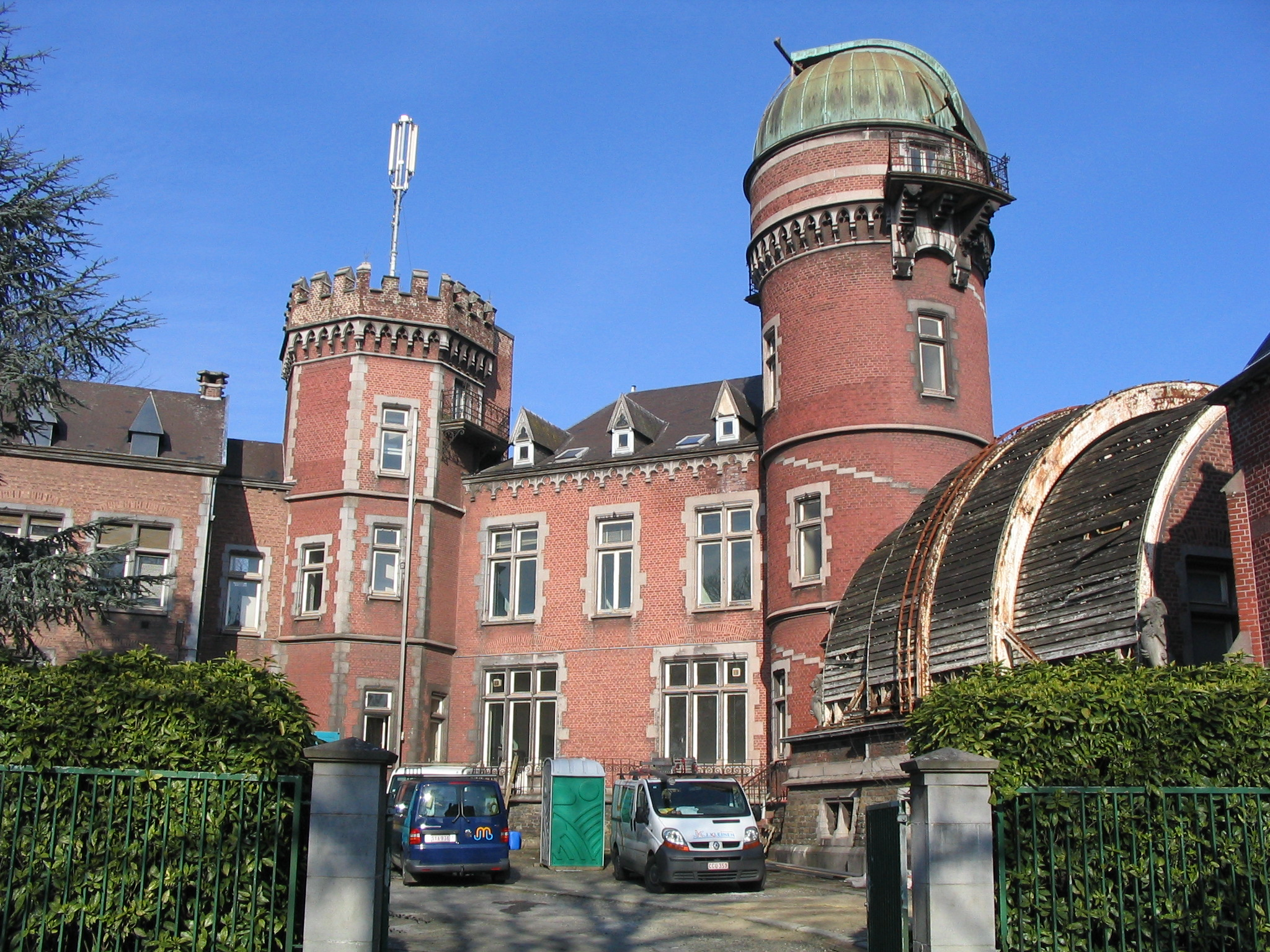
Observatoire de Cointe (style néomédiéval, Lambert Noppius)

### Littérature
- 1er décembre : première parution de La Jeune Belgique, revue d'art et de littérature fondée par Albert Bauwens[3].
- Un Mâle de Camille Lemonnier[4]